# Oceano (banda)
Oceano es una banda estadounidense de deathcore proveniente de Chicago, Estados Unidos, formada en el año 2006 por el guitarrista Jeremy Carroll. Oceano firmó con Earache Records y lanzaron su álbum debut Depths el 9 de abril de 2009, su segundo álbum Contagion fue lanzado del 9 de noviembre de 2010.
En 2012 surgió un rumor de que Oceano se había separado, en realidad habrían entrado en un hiato, posteriormente lanzarían su tercer álbum Incisions en 2013.
Tras la marcha del guitarrista principal Jeremy Carroll en 2009, la banda ya no contaba con ninguno de sus miembros originales. El vocalista Adam Warren fue el miembro más antiguo de la banda, habiendo estado con Oceano desde 2007 hasta 2024.

## Historia
Tras su formación en 2006, Oceano originalmente era una banda de grindcore,fundada solo por el guitarrista Jeremy Carroll, posteriormente Carroll se reunío en Chicago con el guitarrista Andrew Mikhail, el vocalista Adam Warren, el baterista y bajista Michael Southcomb, Kevin Hare para forma la primera alineación en 2007. Después de un año, Southcomb y Hare se separaron de la banda y pronto fueron sustituidos por el baterista Daniel Terchin y el bajista Jason Jones. Oceano firmó con Earache Records en 2008 después de obtener unas notables presentaciones en los grandes locales de Chicago. La banda graba su primer álbum Depths a finales del 2008 y lanzándolo mundialmente el 20 de abril de 2009. Jeremy Carroll fue despedido de la banda en enero de 2009 debido a conflictos personales entre los miembros. El 3 de febrero de 2010, su guitarrista, Andrew Mikhail, se apartó de la banda.
Oceano fue parte de la gira de verano 2011 The Summer Slaughter Tour en América del Norte junto con bandas del nivel de Whitechapel y The Black Dahlia Murder.
En enero del 2012 un rumor sobre una posible separación comenzó a recorrer el internet, este rumor fue desmentido por su discografía Earache Records, en realidad se encontraban en un hiato antes de su presentación en el New England Metal and Hardcore Festival debido a que el vocalista Adam quería enfocarse en su familia.
Después de un tiempo de inactividad, la banda comenzó a anunciar que seguirían de tour y grabarían su tercer álbum de larga duración titulado Incisions. El 28 de enero de 2013, la banda lanzó en streaming su nuevo sencillo Slow Murder.
En noviembre de 2024, se anunció que Oceano se embarcaría en la gira America's Rejects Tour con Attila y Dealer. Tras el anuncio, la banda fue criticada por ser parte de la gira debido a acusaciones pasadas de abuso y conducta sexual inapropiada contra los vocalistas de Attila y Dealer, Chris Fronzak y Aidan Ellaz Holmes, respectivamente. Warren respondió a la controversia afirmando que no estaba al tanto de las acusaciones y se distanció de la conducta de otras personas, aunque aun así dio a entender que permanecería en la gira y señaló que quiere que los conciertos "sean siempre un lugar seguro". Poco después, Warren anunció que Oceano abandonaría la gira y que dejó la banda para centrarse en su proyecto en solitario, Adam on Earth, alegando que la controversia lo convirtió en un "chivo expiatorio" y que estaba "rodeado de gente cómplice de la industria, una 'escena' del metal plagada de cosplay, adoración a los miembros de la banda y menos enfoque en la integridad artística". También en la declaración, Warren anunció que Oceano realizaría sus últimos shows en 2025.

## Miembros
| Miembros Actuales - Chris Wagner - bajo (2014–presente) - Scott Smith – guitarra (2014–presente) | Miembros antiguos - Anthony Garcia DiAndrea – voz (2006) - Jeremy Carroll – guitarra (2006–2009) - Nico LaCorcia – batería (2007) - Michael Southcomb - batería (2007-2008) - Kevin Hare – bajo (2007–2008) - Andrew Mikhail – guitarra (2007–2010) - Tristan McCann – guitarra (2009) - Devin Shidaker – guitarra (2010–2013) - Jason Jones - bajo (2008–2014) - Adam Warren - voz (2007–2024) (también voz en Demolisher) - Daniel Terchin - batería (2008–2013) - Nick Conser – guitarra (2010–2014) - Michael Kasper – guitarra (2013–2016) |

## Discografía
- Depths (7 de abril de 2009)
- Contagion (9 de noviembre de 2010)
- Incisions (1 de octubre de 2013)
- Ascendants (23 de marzo de 2015)
- Revelation (19 de mayo de 2017)
- Living Chaos (30 de agosto de 2024)